# 埃拉克莱阿
埃拉克莱阿（義大利語：Eraclea），是意大利威尼托大区威尼斯廣域市的一个市镇。总面积99.5平方公里，人口12844人，人口密度129.1人/平方公里（2009年）。国家统计（ISTAT）代码为027013。